# Anterográd amnézia
Az anterográd amnézia az esemény megjegyzésének folyamatos képtelenségét jelenti, vagyis súlyos tanulási zavart okoz a betegnek.

## Fogalma
Minden olyan típusú információ rögzítése, ahol folyamatok elemzéséről mint kivonatokról reprezentációt kell készíteni, nehézségbe ütközik. Ezen amnézia oka, hogy az információ nem tud továbbjutni a hosszú távú emlékezetbe (temporális lebeny és a középagy sérülései esetén jelentkezik).

## Oka
A betegségnek általában két fő oka van:
1. Gyógyszerek hatására: benzodiazepinek, úgymint: midazolám, temazepám, triazolám. Ezen gyógyszereknek jól ismert amnézia keltő hatásuk.
2. Sérülés következtében: általában a hippokampusz károsodásának eredménye.

A betegség sokk vagy érzelmi zavar hatására is kialakulhat. Jellemzői:
- Az anterográd amnéziások intellektusa, nyelvi és gondolkodási képessége ép.
- Nem esik nehezükre emlékezni régi perceptuális és motoros készségekre, vagy újakat megtanulni (pl.: olvasás, cipőfűző megkötése), bár ezeknek a tanulási folyamatoknak nincs tudatában a beteg.
- A folyamatban lévő történéseket figyelemmel tudják kísérni, eszerint rövid idejű emlékezetük sem sérül alapvetően.
- A nem deklaratív hosszú idejű emlékezeti formák épek.

### Patológiai okok
- Nincsenek pontos ismereteink, legtöbbet a mediális temporális lebeny szerepéről tudunk.
- Az amygdala sérülése nem okoz általános előhívási és felismerési zavarokat, de eltünteti az emocionális arousal emlékezetjavító hatásait. (Phelps et al. 1998).
- A középvonali dincephalikus struktúrák szerepe: a corpus mamillare és a thalamus anterior magjainak sérülése károsítja az explicit emlékezést (Aggleton & Saunders, 1997).
- A hippocampus mind a corpus mamillareval, mind a thatlamus interiorral össze van kapcsolva, így ez is anterográd amnéziát okoz (Aggleton et al., 2000).
- A thalamus dorsomedialis és anterior magjainak szelektív sérülése.
- A septum és a nucleus accumbens sérülése (Mayes, Downes, 1997).
- Majmoknál a medialis temporalis lebeny és a bazális előagy elválasztása (Gaffan et al., 2001).
- A frontális területek sérülése esetén csak az intencionális tanulásban mutatkozik sérülés.
- Prefrontális sérülés esetén, mert ez érinti a bazális agy tonikus és fázisos memória-függő folyamatait (Easton & Gaffan, 2001).
- A szemantikus kódolási deficit alapján. Lézió alakul ki, mely megakadályozza az emléknyomok konszolidációját.

### A legismertebb esetek
- K. C. nevezetű kísérleti személy esete:

Endel Tulving kísérleti személye volt. Nála nem az időben van kiterjesztve az amnézia. Hogyha ugyanabban a feladatban marad akár több órán keresztül is képes felidézni. Ha elterelődik, akkor teljesen eltűnik a dolog. Vagyis egy általános „pufferben” képes megtartani az információkat. Ez a puffer a viselkedés célja köré szerveződik.
Ebből arra következtettek, hogy az anterográd amnézia oka, hogy az információ nem képes tovább jutni a hosszú távú emlékezetbe.
- H. M. nevezetű beteg esete:

A Scoville és Milner által 1957-ben egy H. M. nevű beteggel készített esettanulmány alátámasztotta, hogy az emlékezet nem egységesen működik. A vizsgálattal bizonyították, hogy az agy középső temporális területe különösen fontos a személyes események megőrzésében.
H. M. egy olyan epilepsziás beteg, akin a súlyos tünetek megszüntetésére egy műtéti beavatkozással kétoldali, nagymértékű temporális lebenyirtást hajtottak végre.
A műtét után H. M. intellektusa, nyelvi és gondolkodási képessége ép maradt. A folyamatban lévő történéseket figyelemmel tudta kísérni, eszerint rövid idejű emlékezete sem sérült alapvetően. H. M. megtartotta azt a képességét, hogy új motoros és perceptuális készségeket sajátítson el, mindennek azonban nem volt tudatában.
A fentiekkel szemben H. M. deklaratív emlékezete, azaz a tényekre és személyes eseményekre vonatkozó emlékezeti teljesítménye drámaian leromlott. Ez arra utal, hogy az ő esetében a beszámolhatósággal és tudatossággal jellemezhető ismeretek sérültek. Ez a sérülés kiterjedt a régebbi eseményekre, de H. M. emellett a sérülést követő újabb eseményeket és tényeket sem tudta megjegyezni.

## Anterográd amnézia a populáris kultúrában
Az anterográd amnézia mind filmen, mind az irodalom területén megjelent, a betegség dramaturgiai lehetőségei miatt.
Filmek:
- Memento (Guy Pearce mint Leonard Shelby)
- Az 50 első randi (Drew Barrymore mint Lucy Whitmore)

## Lásd még
- Retrográd amnézia